# Hémiprocné à moustaches
Hemiprocne mystacea
Espèce
Synonymes
- Cypselus mystaceus Lesson & Garnot, 1827
(protonyme)

Statut de conservation UICN

 LC  : Préoccupation mineure
L'Hémiprocné à moustaches (Hemiprocne mystacea) est une espèce d'oiseaux de la famille des Hemiprocnidae.

## Répartition et sous-espèces
Selon la classification de référence du Congrès ornithologique international (15.1, 2025) il se répartit en six sous-espèces (ordre phylogénique) :
- H. m. confirmata Stresemann, 1914 — Moluques et îles Aru ;
- H. m. mystacea (Lesson & Garnot, 1827) — Nouvelle-Guinée ;
- H. m. aeroplanes Stresemann, 1921 — archipel Bismarck ;
- H. m. macrura Salomonsen, 1983 — îles de l'Amirauté ;
- H. m. woodfordiana (Hartert, 1896) — Îles Salomon ;
- H. m. carbonaria Salomonsen, 1983 — Makira, Santa Ana et Santa Catalina.